# SunOpta
Sunopta ist ein im Jahr 1973 gegründetes multinationales Unternehmen der Lebensmittelindustrie mit Unternehmenssitz im kanadischen Brampton (Ontario).

## Unternehmen
Das Unternehmen hat sich spezialisiert auf die Beschaffung, Verarbeitung und Verpackung von Natur- und Bio-Lebensmitteln. Seine emittierten Wertpapiere werden an der Toronto Stock Exchange gehandelt. Eine Mehrheitsbeteiligung in Höhe von 66,2 % an der ebenfalls an der TSX gehandelten Opta Minerals Inc. und eine Minderheitsbeteiligung an Mascoma Corporation kennzeichneten 2013 ein weiteres Geschäftsfeld der Firma. Im Jahre 2007 erwarb die Sunopta den holländischen Bio-Zutatenhändler Tradin Organic Agriculture.